# Asperaxis karenae
Asperaxis karenae is een zachte koraalsoort uit de familie Melithaeidae. De koraalsoort komt uit het geslacht Asperaxis. Asperaxis karenae werd in 2007 voor het eerst wetenschappelijk beschreven door Alderslade. 